# Mérida, Venezuela
Mérida este un oraș din Venezuela, situat în partea de vest a țării, în apropiere de Anzii Cordilieri. În 2001, avea o populație de 300.000 locuitori (în oraș) și 400.000 locuitori (în zona metropolitană).
Orașul a fost fondat în 1558 de exploratorul spaniol Juan de Maldonado, sub numele de Santiago de los Caballeros de Mérida.

## Descriere
Al doilea oraș studențesc din țară, este renumit pentru cablu sale, cea mai lungă din lume sau magazin de inghetata, record Guinness pentru cea mai mare număr de arome. Străzile se intersectează în unghiuri drepte: bulevardele ( Avenida ), într-o direcție (nord-sud) si strazi ( strada ) de altă parte (est-vest). În cele din urmă Merida amintiți-vă că este unul dintre putinele orase din Venezuela, unde puteți găsi cărți poștale.
Acest oras a 3 parcuri bine-cunoscut tema: "Venezuelei Antier", "Los Aleros" și "La Montaña de los sueños". Este un oraș turistic datorită climei sale, prin cablu și ospitalitatea oamenilor. În centrul orașului există un număr mare de hanuri pentru turisti. Nu este o crema magazin guiness record de gheață (Heladería Coromoto) cu numărul de arome oferite (peste 600)
În acest oraș sunt Universitatea din Anzi, fondată în 1785 de către Fray Juan de Ramos Lora.

### Turism
Locuri turistice:
- Grădină botanică
- Catedral de Mérida și Piața Bolivar
- Coromoto Heladería
- centre comerciale: Las Tapias (Andrés Bello Avenue), Plaza Mayor (Las Americas Avenue), Cantaclaro (Las Americas Avenue), Alto Prado (Avenue din Los Proceres)
- Principala piață
- Cablu și locul Las Heroínas. (Trebuie spus totuși că cablul nu se execută acum, pentru că de reparatii)

## Cablul
Telecabina a fost construit de o companie franceză (Applevage, 1959), se conecteaza Merida Pico Espejo (4 767 m). Este cea mai lungă și cea mai mare telecabina din lume, adăugând 4 secțiuni componente. Arhitectul acestei cărți este Guiramand martiale.
Aceasta este deținută de guvernul Venezuelei (vice-Ministerul Turismului)
- Secțiunea 1: Barinitas - La Montana:
  - Doua benzi de circulatie
  - Lungime 3453 m
  - picătură verticale de 867 MTS. (1577 – 2442 m)
- Secțiunea 2: La Aguada - La Montana:
  - Doua benzi de circulatie
  - Lungime 3289 m
  - picătură verticale de 910 m. (2542 – 3452 m)
  - Privire de ansamblu de 350 m
- Secțiunea 3: La Montana - Loma Redonda:
  - Doua benzi de circulatie
  - Lungime 2775 m
  - picătură verticale de 593 m. (3452 – 4045 m)
- Secțiunea 4: Loma Redonda - Pico Espejo:
  - Linie ferată simplă
  - Anvergura unică
  - Lungime 3071 m
  - picătură verticale de 722 m. (4045 – 4767 m)